# シェラバード
シェラバード (ラテン文字:Sherabad, Sherobod, Shirabad、ウズベク語: Sherobod / Шеробод、ロシア語: Шерабад) はウズベキスタン・スルハンダリヤ州の都市である。州都のテルメズより北西に約55kmの地点に位置する。2012年現在の人口は約27,000人である。欧州自動車道路のE60号線がこの街を通っている。「シェラーバード」「シェラバド」「シェラボド」、ラテン文字表記に従った「シラバード」、「シラーバード」などと表記されることもある。